# Mitchell Whitfield
Mitchell Whitfield (* 8. September 1964 in Brooklyn, New York City, NY) ist ein US-amerikanischer Fernseh- und Theaterschauspieler, der unter anderem auch als Synchronsprecher von animierten Filmen tätig ist.

## Leben und Karriere

### Karrierestart in New York
Der in Brooklyn in New York City geborene Whitfield startete seine Schauspielerkarriere mit einem erfolgreichen Abschluss an der High School of Performing Arts in Manhattan. Danach sammelte er unter dem berühmten US-amerikanischen Dramatiker Neil Simon erste Bühnenerfahrung und spielte zwei Jahre lang in Stücken wie Brighton Beach Memoirs und Biloxi Blues, wobei zweiteres Theaterstück im Jahre 1985 sogar in einem Film mit Matthew Broderick in der Hauptrolle in die Kinos kam. Nach einem Kurzauftritt im Film The First Turn-On!! im Jahre 1983 folgte 1989 ein weiterer Auftritt in der US-Fernsehserie Monsters. Seinen ersten nennenswerten Auftritt hatte Whitfield schließlich im Jahre 1990, als er im US-Filmdrama Die Affäre der Sunny von B. die Rolle des Curly übernahm, aber damit auch in keiner Hauptrolle zur Erscheinung trat. Nach weiteren Auftritten in den Film Dogfight bzw. in der Serie Mord ist ihr Hobby in den Jahren 1991 bzw. 1992 erhielt Whitfield noch im gleichen Jahr eine der Hauptrollen in der Komödie Mein Vetter Winnie.

### Wesentlichere Auftritte nach „Mein Vetter Winnie“
1993 folgte eine weitere Hauptrolle im Kurzfilm The Big Gig gefolgt von Serienauftritten in Blossom (1 Folge; 1993) und Diagnose: Mord (2 Folgen; 1994 und 1995) sowie einer Sprechrolle in der Zeichentrickserie Duckman (1 Folge; 1994). Noch bevor er im Jahre 1996 in der Komödie Immer Ärger mit Sergeant Bilko mit Steve Martin in der Hauptrolle eine Nebenrolle übernahm, hatte er 1995 noch einen Kurzauftritt in der von CBS ausgestrahlten Comedy-Serie Double Rush. Im selben Jahr erhielt Whitfield eine Hauptrolle in der nur kurzlebigen Sitcom Fast perfekt, in der er von 1995 bis 1996 in allen 20 produzierten Episoden in Erscheinung trat. Nach seinen Serienauftritten in Fast perfekt folgten für Whitfield im folgenden Jahr mehrere Engagements in Filmen, aber auch in weiteren Fernsehserien. Unter anderem bekam er Rollen in den Filmen Critics and Other Freaks, The Fanatics (1997), Küssen verboten (1997) sowie Eine himmlische Kupplerin (1997) und war in Serien wie Perversions of Science (1 Folge; 1997) und in einer wiederkehrenden Rolle in der nur kurzlebigen Serie Head Over Heels, in der er im Jahre 1997 in sieben Folgen zu sehen war.
Weitere Filmauftritte hatte Whitfield in Bloody Wedding – Die Braut muß warten (1997), Get The Dog – Verrückt nach Liebe (1999), Versiegelt mit einem Kuss (1999) sowie in Flies on Cupid (2000). Nach einem Auftritt in der Serie Frauenpower beendete Whitfield sein Engagement in der US-Erfolgsserie Friends, in der er die wiederkehrende Rolle des Kieferorthopäden Dr. Barry Farber, innehatte. Dabei kam er von 1994 bis 2000 in insgesamt sechs Episoden zum Einsatz und spielte als Dr. Farber gleichzeitig Rachel Greens (gespielt von Jennifer Aniston) Ex-Verlobten, der sie vor dem Traualtar hat stehen lassen. Noch beim Casting und der Vergabe der Rollen hätte eigentlich Whitfield die Hauptrolle des Ross Geller bekommen sollen. Jedoch entschied man sich am Ende für den rund zwei Jahre jüngeren David Schwimmer. Noch im selben Jahr hatte Whitfield eine Sprechrolle in der Zeichentrickserie Captain Buzz Lightyear – Star Command, in der er in zwei Episoden die Figur des reichen und rücksichtslosen Firmenboss Norbert Q. Klerm synchronisierte.

### Rückkehr in die Theaterbranche und abermaliger Wechsel zur Synchronisation
Einem weiteren Kurzauftritt in der Sitcom Dharma & Greg im Jahre 2000 folgte im Folgejahr eine wesentliche Rolle im US-Spielfilm Amys Orgasmus. Nach je einem Auftritt für eine Episode in den Serien CSI: Den Tätern auf der Spur und Lass es, Larry! kehrte er der Film- und Fernsehschauspielerei weitgehend den Rücken zu und konzentrierte sich wieder vorwiegend auf seine Theaterschauspielkarriere. 2004 kehrte er wieder zurück und übernahm eine wesentliche Sprechrolle in der Zeichentrickverfilmung des italienischen Disney-Comics W.i.t.c.h., wobei er bis 2006 in 33 der insgesamt 52 Folgen die Rolle des Prinz Phobos synchronisierte. Daneben war er auch im Fernsehfilm East of Normal, West of Weird (2005) zu sehen und hatte eine weitere Sprechrolle im Videospiel zur Erfolgsserie 24 (2006) sowie eine weitere Sprechrolle im US-Animationsfilm Hellboy – Schwert der Stürme (2006). Weitere wesentliche Sprechrollen übernahm er im Animationsfilm Teenage Mutant Ninja Turtles aus dem Jahre 2007 sowie im parallel dazu produzierten Videospiel TMNT, wo er die Rolle des Donatello innehatte.

### Die bisher letzten Fernsehauftritte
Noch im selben Jahr hatte er einen Kurzauftritt im Independentfilm The Memory Thief sowie einen Auftritt in einer Folge der Serie Hotel Zack & Cody, in der er den theatralischen Musicalregisseur Mr. Blaine mimte. Dies war bis dato (Stand: August 2010) auch seine bislang letzte Rolle in Film- und Fernsehgeschäft. Daneben war Whitfields Stimme in seiner bereits mehr als 25 Jahre andauernden Karriere in Werbespots für bekannte Marken und Unternehmen wie Coca-Cola, Visa, Comcast, McDonald’s, Suzuki, American Express, Burger King oder Blockbuster Video, um nur einige zu nennen, zu hören.
Zurzeit (Stand: 2009) lebt er mit seiner Frau und seinen zwei Kindern in Woodland Hills, einem Stadtteil von Los Angeles, im US-Bundesstaat Kalifornien.

## Filmografie
| Filmauftritte (auch Kurzauftritte) - 1983: The First Turn-On!! - 1990: Die Affäre der Sunny von B. (Reversal of Fortune) - 1991: Dogfight - 1992: Mein Vetter Winnie (My Cousin Vinny) - 1993: The Big Gig (Kurzfilm) - 1996: Immer Ärger mit Sergeant Bilko (Sgt. Bilko) - 1997: Critics and Other Freaks - 1997: The Fanatics - 1997: Küssen verboten (I Love You, Don't Touch Me!) - 1997: Eine himmlische Kupplerin (A Match Made in Heaven) - 1997: Bloody Wedding – Die Braut muß warten (Best Men) - 1999: Get The Dog – Verrückt nach Liebe (Lost & Found) - 1999: Versiegelt mit einem Kuss (Sealed with a Kiss) - 2000: Flies on Cupid - 2001: Amys Orgasmus (Amy's Orgasm) - 2005: East of Normal, West of Weird - 2007: The Memory Thief | Serienauftritte (auch Gast- und Kurzauftritte) - 1989: Monsters (1 Folge) - 1992: Mord ist ihr Hobby (Murder, She Wrote) (1 Folge) - 1993: Blossom (1 Folge) - 1994–2000: Friends (6 Folgen) - 1994 und 1995: Diagnose: Mord (Diagnosis: Murder) (2 Folgen) - 1995: Double Rush (1 Folge) - 1995–1996: Fast perfekt (Minor Adjustments) (alle 20 Folgen) - 1997: Perversions of Science (1 Folge) - 1997: Head Over Heels (alle (?) 7 Folgen ?) - 2000: Frauenpower (Family Law) (1 Folge) - 2000: Dharma & Greg (1 Folge) - 2001: CSI: Den Tätern auf der Spur (CSI: Crime Scene Investigation) (1 Folge) - 2001: Lass es, Larry! (Curb Your Enthusiasm) (1 Folge) - 2007: Hotel Zack & Cody (The Suite Life of Zack and Cody) (1 Folge) |

| Synchronstimme in Film und Fernsehen - 1994: Duckman (1 Folge) - 2000: Captain Buzz Lightyear – Star Command (Buzz Lightyear of Star Command) (2 Folgen) - 2004–2006: W.I.T.C.H. (33 Folgen) - 2006: Hellboy – Schwert der Stürme (Hellboy: Sword of Storms) - 2007: TMNT – Teenage Mutant Ninja Turtles | Synchronstimme in Videospielen - 2005: 24: The Game (Videospiel zur Serie 24) - 2007: TMNT |